# Altenstein
El palau o castell d’Altenstein s'eleva sobre una muntanya rocosa al vessant sud-occidental del bosc de Turíngia, no lluny d'Eisenach, Alemanya. Altenstein és part de la població de Bad Liebenstein. Va ser la residència d'estiu dels ducs de Saxònia-Meiningen, i està envoltat per 160 hectàrees (1,6 quilòmetres quadrats) de parc noble, que conté, entre altres objectes interessants, una remarcable caverna subterrània, de 500 peus de longitud, a través de la qual flueix un gran i ràpid rierol.
Bonifaci, l'apòstol dels germànics, va viure i va predicar a Altenstein el 724 i va construir una capella. El castell original en aquest lloc va ser esmentat el 774. El castell va ser destruït moltes vegades, aixecat i reconstruït però no principalment per a ús defensiu, sinó com a mansió o palau. Encara poden veure's parts de les anteriors construccions.
L'actual palau-castell va ser erigit entorn de 1750 i reconstruït dues vegades. El 1982, va ser destruït en un incendi i solament van sobreviure els murs exteriors. Des de 1984, ha estat en procés de reconstrucció, però a causa de la situació durant la Reunificació d'Alemanya, solament van ser reparats la teulada i les finestres. L'interior va estar en obres almenys fins al 2015.
A la rodalia hi ha el lloc en què el 1521 Martí Luter va ser detingut per ordre de l'elector Frederic el Savi, per ser confinat al Castell de Wartburg. Un vell faig anomenat l'arbre de Luter, que la tradició connecta amb el reformador, va ser enderrocat el 1841 i en el seu lloc s'aixeca un petit monument.